# 1994 Shane
1994 Shane eller 1961 TE är en asteroid i huvudbältet, som upptäcktes 4 oktober 1961 av Indiana Asteroid Program vid Indiana University Bloomington med Goethe Link Observatory. Asteroiden har fått sitt namn efter den amerikanska astronomen C. Donald Shane.
Den tillhör asteroidgruppen Adeona.
Asteroiden består till stora delar av Silikat. Den har en diameter på ungefär 25 km och har in omloppsbana i de centrala delarna av asteroidbältet.